# Jeździectwo na Letnich Igrzyskach Olimpijskich 1948 – WKKW drużynowo
Konkurencja Wszechstronnego Konkursu Konia Wierzchowego drużynowo podczas XI Letnich Igrzysk Olimpijskich została rozegrana w dniach 13 - 16 sierpnia 1948 roku.

## Wyniki
Do wyników WKKW drużynowego zaliczane są wyniki trzech zawodników z danego kraju jakie uzyskali podczas rywalizacji indywidualnej.
| Pozycja | Kraj                                                                      | Koń                                    | Wynik                  | Wynik         | Uwagi |
| Pozycja | Kraj                                                                      | Koń                                    | ocena indywidualna     | ocena drużyny | Uwagi |
| ------- | ------------------------------------------------------------------------- | -------------------------------------- | ---------------------- | ------------- | ----- |
| 1.      | Stany Zjednoczone · Frank Henry · Charles Anderson · Earl Foster Thomson  | Swing Low Reno Palisade Reno Rhythm    | -21,00 -26,50 -114,00  | -161,50       |       |
| 2.      | Szwecja · Robert Selfelt · Olof Stahre · Sigurd Svensson                  | Claque Komet Dust                      | -25,00 -70,00 -70,00   | -165,00       |       |
| 3.      | Meksyk · Humberto Mariles · Raúl Campero · Joaquín Solano                 | Parral Tarahumara Malinche             | -61,75 -120,50 -123,00 | -305,25       |       |
| 4.      | Szwajcaria · Alfred Blaser · Anton Bühler · Pierre Musy                   | Mahmud Amour Amour Französin           | -59,25 -95,00 -250,25  | -404,50       |       |
| 5.      | Hiszpania · Joaquín Nogueras · Fernando Gazapo · Santiago Martínez        | Epsom Vivian Fogoso                    | -41,00 -179,25 -202,25 | -422,50       |       |
| –       | Dania · Erik Carlsen · Kai Aage Krarup · Niels Mikkelsen                  | Esja Rollo St.Hans                     | -44,00 -65,00 EL       | DNF           |       |
| –       | Argentyna · Francisco Carrere · Julio César Sagasta · José Manuel Sagasta | Rosarino Cherenda Cue Mandinga         | -59,00 -92,50 EL       | DNF           |       |
| –       | Portugalia · Fernando Cavaleiro · Fernando Paes · António Serôdio         | Satari Zuari Abstrato                  | -55,00 -167,50 EL      | DNF           |       |
| –       | Wielka Brytania · Peter Borwick · Lyndon Bolton · Douglas Stewart         | Liberty Sylveste Dark Seal             | -80,25 -182,00 EL      | DNF           |       |
| –       | Włochy · Fabio Mangilli · Raimondo D’Inzeo · Eugenio Montessoro           | Guerriero de Capestrano Regate Tic Tac | -55,00 -223,00 EL      | DNF           |       |
| –       | Francja · Bernard Chevallier · René Emanuelli · André Jousseaume          | Aiglonne Tourtourelle Gigolo           | 4,00 -303,25 EL        | DNF           |       |
| –       | Brazylia · Aëcio Coelho · Renyldo Ferreira · Anísio da Rocha              | Guapo Indio Carioca                    | -52,00 -250,00 EL      | DNF           |       |
| –       | Finlandia · Adolf Ehrnrooth · Mauno Roiha · Arvo Haanpää                  | Lilla Roa Upea                         | -110,00 -202,00 EL     | DNF           |       |
| –       | Turcja · Eyüp Yiğittürk · Salih Koç · Ziya Azak                           | Ozbek Cesur Ruzgar                     | EL EL                  | DNF           |       |